# Parque nacional de Ulu Temburong
Parque Nacional de Ulu Temburong  es un parque nacional localizado en el distrito de Temburong, en el país asiático de Brunéi. Fue creado en 1993 y ocupa prácticamente la mitad sur del territorio de Temburong.
Temburong es el único de los cuatro daerah (distritos) que se encuentra físicamente separado de los restantes, constituyendo, por tanto, un enclave del sultanato de Brunéi. Su territorio contiene un rico patrimonio de selva virgen ecuatorial, protegida debido a que las reservas de petróleo del país evitaron la exploración de otros tipos de recursos como, por ejemplo, las plantaciones para la obtención de Aceite de palma. 
Localizado en una zona de difícil acceso, el parque abrió sus puertas al público en 1996. Sin embargo la zona de visitas es de apenas 100 hectáreas, dentro de las cerca de 50.000 hectáreas que constituyen el área protegida.